# 딕티오스텔리움목
딕티오스텔리움목(Dictyosteliida)은 세포성 점균류로 알려진 대표적인 생물 분류군이다. 특히 딕티오스텔리움 디스코이데움(Dictyostelium discoideum)은 모델 생물로 잘 알려져 있다.

## 하위 분류
- 딕티오스텔리움과 (Dictyosteliidae)
  - 딕티오스텔리움속 (Dictyostelium)
  - Polysphondylium
  - Coenonia
- Actyosteliidae
  - Acytostelium